# Nagasu
Nagasu (japanska: 長洲町?, Nagasu-machi) är en landskommun (köping) i Kumamoto prefektur i Japan.  